# Minorité de blocage
L'expression minorité de blocage recouvre un ensemble de réalités allant du monde de l'entreprise aux procédures de vote au sein des États et organisations internationales. L'expression fait référence à la minorité qui permet de bloquer l'adoption d'une décision qui doit être adoptée à la majorité qualifiée, laquelle permet d'assurer l'accord le plus large possible en faveur de l'adoption, de la modification d'une décision. Dans le cas des entreprises, la possibilité de s'opposer à une décision pour qui détiendrait la minorité de blocage s'analyse comme un droit de veto destiné à protéger les intérêts des actionnaires minoritaires.

## Principes et mécanismes
La minorité de blocage peut reposer sur différents mécanismes visant ou non à protéger les minorités.

### Majorité qualifiée supérieure à la majorité absolue
Certaines décisions doivent être prises avec des majorités qualifiées supérieures à 50 %, telles qu'une modification de constitution qui dans de nombreux pays nécessite une majorité des 2/3. Une telle majorité qualifiée détermine automatiquement une minorité de blocage à 33 %, qui serait donc capable d'interdire la prise d'une telle décision.

### Majorité nécessitant plusieurs conditions
Si certaines décisions requièrent que la majorité réunisse plusieurs conditions, une minorité peut interdire la prise de décision, si elle est capable d'empêcher la majorité de réunir toutes les conditions. Par exemple, le parlement de la région de Bruxelles Capitale, en Belgique, est constitué d'un groupe francophone et d'un groupe flamand. Bien que la population francophone soit nettement plus nombreuse que la population flamande à Bruxelles, les décisions nécessitent l'accord des deux communautés, ce qui a conduit le Vlaams Blok à tenter de capter suffisamment de voix francophones pour se faire une majorité dans le groupe flamand[pas clair] et permettre à une minorité de bloquer ainsi les institutions en leur faveur.

### Les grands électeurs des présidentielles américaines
Aux États-Unis, le système des grands électeurs n'est généralement pas repris dans la conception usuelle des minorités de blocage ; mais il est conçu de façon à interdire aux candidats à la présidence, de consacrer toute leur énergie sur quelques grandes villes et à négliger les États moins peuplés qui n'auraient sinon aucun pouvoir dans la désignation du président.

### La sonnette d'alarme en Belgique
Au parlement le mécanisme de la sonnette d'alarme, bien que n'étant pas assimilé à la minorité de blocage, est également un mécanisme de protection des minorités.

## Entreprises

### Espagne

#### Minorité de blocage
Les associés peuvent disposer d'une minorité de blocage.
Ainsi, les sociétés à responsabilité limitée (sociedad de responsabilidad limitada) peuvent, conformément aux dispositions de l'article 199 du Code de commerce, prévoir dans les statuts une majorité renforcée pour décider : de l'augmentation ou la réduction du capital et la modification des statuts ; d'autoriser un administrateur à exercer une activité concurrente ; de la suppression ou la limitation de droit préférentiel de souscription lors des augmentations de capital, de la transformation, la fusion, la scission ou la cession globale d'actif et de passif, du transfert du siège social à l'étranger, etc..
Dans les sociétés anonymes, une majorité des deux tiers est exigée pour certaines décisions (celles prévues à l'article 194 du code du commerce) en seconde convocation d'assemblée générale, et ce lorsque le capital représenté est compris entre 20 et 50 %.

#### Abus de minorité
La législation espagnole prévoit des abus de minorité, lorsque les votes émis par les minoritaires vont à l'encontre de l'intérêt de la société elle-même.

### France

#### Société anonyme
L'article L225-98 du Code de commerce dispose que, lors d'une assemblée générale ordinaire, les décisions sont adoptées à « la majorité des voix dont disposent les actionnaires présents ou représentés »
. Les statuts ne permettant pas de renforcer la majorité à l'instar des SARL, un blocage ne peut avoir lieu que si une majorité s'y oppose ou si des absences de personnes en faveur d'une décision modifie la majorité.
À l'inverse, l'article L225-96 alinéa 3 du Code de commerce prévoit que, lors d'une assemblée générale extraordinaire, les décisions doivent se prendre à une majorité des deux tiers des voix présentes ou représentées, autorisant ainsi les minoritaires représentant plus d'un tiers des votes à bloquer l'adoption de la décision. Les bulletins blancs et les abstentions sont assimilées à des rejets dans ces circonstances.
L'adoption en 2014 de la Loi Florange, qui systématise le droit de vote double pour les actions inscrites au nominatif depuis plus de deux ans, facilite l'atteinte de la minorité de blocage pour les actionnaires historiques, qui peuvent alors s'opposer à des modifications substantielles de la société avec un taux de détention du capital inférieur à 20 %. Cette mesure, destinée en premier lieu à protéger l'emploi ou les intérêts stratégiques de la France, a fait l'objet d'âpres discussions entre fonds financiers et notamment l'État français, ainsi qu'avec d'autres minoritaires de sociétés cotées en bourse. En 2015, l'État français, en utilisant le mécanisme de la minorité de blocage, a ainsi pu par exemple s'opposer à la suppression de ce droit de vote double au sein de la société Renault, en montant à 19,74 % du capital.

#### Société à responsabilité limitée
La loi prévoit que, lors d'une assemblée générale ordinaire, les décisions sont adoptées à la première consultation par les associés représentant plus de la moitié des parts (si un associé détient à lui seul plus de la moitié des parts sociales, il peut les adopter seul). En ce sens, lors des assemblées générales ordinaires, il n'existe pas de minorité de blocage.
Toutefois, les statuts peuvent modifier la définition de la majorité nécessaire afin d'élever le seuil de majorité. Ainsi, si la majorité est fixée à 2⁄3 des parts, des associés minoritaires peuvent bloquer l'adoption de la décision s'ils en représentent plus du tiers.
D'autre part, en cas de seconde convocation d'une Assemblée générale faute de quorum atteint, la loi prévoit, sauf clause contraire des statuts, que   le vote se déroule à la majorité des votes émis, et non pas des parts existantes. En cas d'absence de certains associés, ceux habituellement  minoritaires peuvent ainsi parvenir à bloquer la décision,.
Lors des assemblées générales extraordinaires, il existe trois possibilités de calcul de la minorité de blocage :
- « au moins le quart des parts sociales doit être réuni par un ou plusieurs associés dans les sociétés constituées avant le 4 août 2005 » ;
- « au moins le tiers des parts doit être détenu par un ou plusieurs associés dans les sociétés constituées à compter du 4 août 2005 (ou celles constituées antérieurement mais ayant adopté ce régime) ».
- les statuts ont fixé un seuil moindre, qui ne doit toutefois pas entraîner une décision à l'unanimité.

#### Abus de minorité
Le délit d'abus de minorité est aussi prévu en France, mais n'entraîne pas l'annulation des décisions prises dans ces circonstances.

## États et organisations internationales

### Belgique
Comme dans d'autres pays la Constitution de la Belgique prévoit une procédure particulière pour la mise en œuvre d'une révision constitutionnelle. Cette procédure implique notamment que les modifications proposées doivent obtenir les deux tiers des suffrages dans chacune des chambres du Parlement.
La Constitution de la Belgique prévoit en outre une procédure particulière connue sous le nom de sonnette d'alarme qui permet à un groupe linguistique d'interrompre la procédure parlementaire pour provoquer une phase de négociations gouvernementale lorsque ce groupe estime ses droits légitimes gravement lésés. Si lors de la discussion d'une proposition ou d'un projet de loi ou d'ordonnance, une motion motivée signée par les trois quarts au moins des membres d'un des groupes linguistiques déclare que les dispositions d'un projet ou d'une proposition de loi qu'elle désigne sont de nature à porter atteinte aux relations entre les communautés, la procédure parlementaire normale est suspendue et la question est déférée au Conseil des ministres fédéral, organe paritaire, qui émet un avis motivé dans les 30 jours et invite le parlement à se prononcer soit sur cet avis, soit sur le projet ou la proposition éventuellement amendée.

### Espagne
L'article 167 de la Constitution espagnole prévoit une majorité des 3⁄5 des suffrages dans les deux Chambres du Parlement espagnol afin de modifier la constitution.

### France
En France, la minorité de blocage est possible notamment dans le cadre de l'article 89 de la Constitution. En effet, l'article dispose en son alinéa 3 :

« Toutefois, le projet de révision n'est pas présenté au référendum lorsque le Président de la République décide de le soumettre au Parlement convoqué en Congrès ; dans ce cas, le projet de révision n'est approuvé que s'il réunit la majorité des trois cinquièmes des suffrages exprimés. Le bureau du Congrès est celui de l'Assemblée nationale. »

En établissant la majorité au 3⁄5 des suffrages exprimés (soit 60 % des membres du Congrès), la Constitution autorise la mise en place d'une minorité de blocage correspondant à 2⁄5+1 (40 %+1) des suffrages exprimés (sans prendre en compte d'éventuels absences du côté des personnes en faveur de la modification).
Cette majorité forte nécessaire montre l'importance revêtue par les révisions de la Constitution dans l’État et les conséquences que cela peut avoir sur les institutions.

### Pays-Bas
La Constitution des Pays-Bas dispose que, pour être modifiée, une majorité des 2⁄3 est nécessaire dans les deux chambres.

## Sources